# Marzilibahn
46°56′44″N 7°26′33″Ø / 46.94556°N 7.44250°Ø
Marzilibahn, eller, som den formelt hedder, Drahtseilbahn Marzili–Stadt Bern er en meget kort kabelbane i Bern, hovedstaden i Schweiz. Det 105 meter lange spor fører fra bydelen Marzili ved bredden af floden Aare op til forbundsregeringen og parlamentet i den gamle del af byen.

## Historie
Marzilibahn blev til på et forslag fra syv af Berns entreprenører, som den 13. december 1884 fik en 80 års koncession på at drive banen. Konstruktionen begyndte i marts 1885 og blev hurtigt færdiggjort, så banen kunne tages i brug allerede fra den 19. juli samme år.
Vognene var fra begyndelsen vanddrevne: En tank i den øverste vogn blev fyldt med 3,5 tons vand, pumpet op fra floden. Denne vogn, der nu var den tungeste, trak gennem det forbundne kabel den anden vogn op, hvorefter vandet blev lukket ud igen. Herefter kunne processen starte forfra med den anden vogn, som nu var øverst. Op til 30 personer kunne transporteres ad gangen på denne måde. Hele processen blev styret af kontrolløren i den øverste vogn, som gennem lydsignaler kunne kommunikere med kollegaen i den nederste vogn.
Siden 1974 har banen været drevet af en elektromotor.

## Tekniske data
Marzilibahn har to stationer med en indbyrdes højdeforskel på 32 meter og en skinnelængde imellem stationerne på 105 meter.
Maximum hastighed er 3 meter i sekundet. En tur varer cirka 1 minut.

## Forkert påstand
Marzilibahn er tit og ofte blevet nævnt som den korteste kabelbane i Europa, men dette er ikke korrekt. I Zagreb i Kroatien er Europas korteste kabelbane på beskedne 66 meter.

## Ejerskab
Banen er ejet og drevet af det private selskab Drahtseilbahn Marzili-Stadt Bern AG, som beskæftiger 10 deltidsansatte. Selskabets andele er primært ejet af jernbane-entusiaster.
I 2009 havde selskabet en fortjeneste på 175.000 Schweizerfranc

## Billedgalleri
- Vogn fra perioden 1913 - 73
- Dalstationen og de to vogne
- Topstationen tæt på regeringsbygningen i Bern